# Bewältigung (Roman)
Bewältigung ist ein Roman von Feridun Zaimoglu, der 2022 bei Kiepenheuer & Witsch erschien. Darin geht es um einen Autor, der einen Roman über Adolf Hitler schreiben möchte. Bei seinen Recherchen ergreift Hitlers Persönlichkeit nach und nach von ihm Besitz, bis der Autor sein Vorhaben abbricht.

## Inhalt

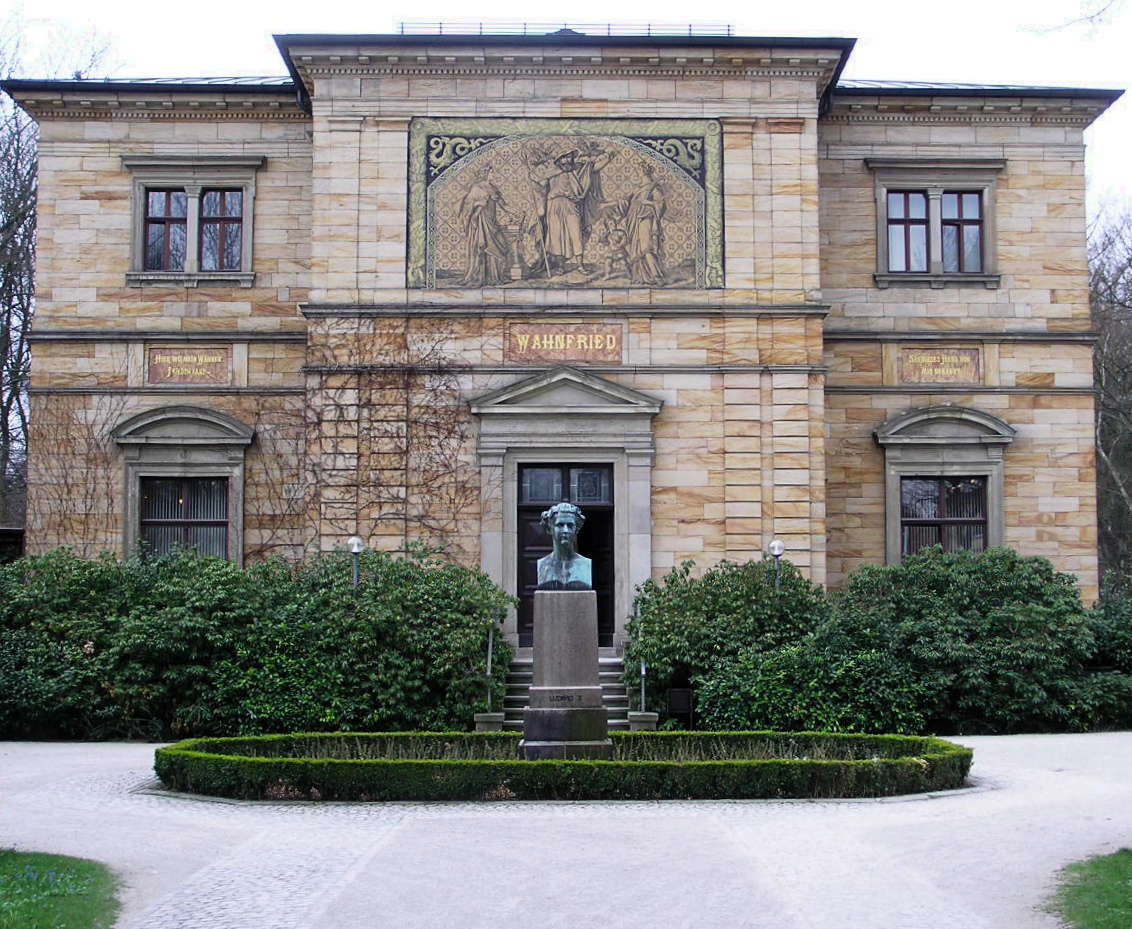
Haus Wahnfried, Wohnsitz des Wagner-Clans. Hier war Hitler gerne zu Gast und hier beginnt die Recherche-Reise des „Autors“.

„Er will begreifen.“ So lautet der erste Satz des Romans. Der Protagonist des Künstlerromans wird stets nur als „Autor“ bezeichnet und als norddeutscher Schriftsteller türkischer Herkunft beschrieben. Er will Hitler begreifen und aus dessen Sicht einen Roman schreiben. Seine Recherche-Reise führt ihn zuerst nach Bayreuth zum Richard-Wagner-Festspielhaus und zum Sitz des Wagner-Clans Haus Wahnfried, wo Hitler gern zu Gast war. Der Name Hitler wird im Roman oft durch das Kürzel „H.“ ersetzt. Oder er wird „der Österreicher“ genannt, manchmal auch „Menschenschwein“.
Weitere symbolträchtige Orte, die der „Autor“ besucht, um sich seiner Romanfigur anzunähern, sind der Berghof in Obersalzberg, Hitlers Alpenresidenz, und Dachau, wo 1933 das NS-Regime das erste Konzentrationslager errichtete. Der Ort Dachau ist dem „Autor“ vertraut, er hatte dort das Gymnasium besucht (wie Verfasser Zaimoglu ebenfalls). Bei seinen Besuchen der historischen Orte erzählt der „Autor“ von Hitlers Verehrern und Verehrerinnen, von Männern wie Dietrich Eckart, einem der frühen Hitler-Weggefährten. Oder vom Kriegsverbrecher Paul Blobel, der als Anführer eines Sonderkommandos am Massaker von Babyn Jar beteiligt war. Der „Autor“ hat stets auch Unterstützer, Bewunderer, Mitläufer, Zuschauer und Schweigende im Blick – und immer wieder Opfer.
Mit Dauer der Recherche verschwimmt dem „Autor“ die Grenze zwischen Gegenwart und Vergangenheit. Er fügt sich wahnhaft Verletzungen zu, sticht sich eine Häftlingsnummer in den Arm und schreibt fiktive Hitler-Zitate in sein Notizbuch, deutschtümelnd sowie voller Vernichtungsphantasien. „Das Gedankengift des Faschismus wirkt. Die wahnhafte Hitler-Welt wird zur umfassenden Gegenwart des Autors, der bald die Orientierung verliert, meint, durch Hitlers Augen zu schauen, die Körperhaltung Hitlers einnimmt – oder Passanten auf der Straße in merkwürdigem Hitler-Deutsch anbellt.“
Seelisch und körperlich verletzt, bricht er sein Roman-Vorhaben ab und verpflichtet sich als Begleiter von Flüchtlingen aus Syrien, um ihnen die Ankunft in Deutschland zu erleichtern. „Und scheitert ebenfalls. Zu erdrückend die Geschichte, der er sich ausgesetzt hat. Eine Bewältigung ist unmöglich.“

## Entstehungsgeschichte
Laut Alexander Solloch (NDR Kultur) scheiterte der Versuch des Kieler Schriftstellers Feridun Zaimoglu, einen Hitler-Roman zu schreiben. Stattdessen lege er den Roman eines Schriftstellers vor, der versucht, einen Hitler-Roman zu schreiben.
Dies bestätigte Zaimoglu in einem Interview mit Sabine Bornemann (Frankfurter Neue Presse) und erwähnte dabei eine erste, nicht veröffentlichte, Version des Buches. Sein Ehrgeiz sei es gewesen, sich Hitler „mit kühlem Herzen“ literarisch zu nähern, denn bisher habe es fast ausschließlich Fachliteratur zu ihm gegeben. „Meine kühne Idee war es, mich in Hitler hineinzuversetzen, also mich auch in die Täterperspektive hineinzubegeben. Es war mir klar, dass es nicht einfach werden würde, sich in einen Menschen von derartiger Verderbtheit hineinzuversetzen.“ Bei der Arbeit habe er dann gemerkt, dass er hier nicht wie in seinen vorangegangenen Werken nur mit einer Erzählperspektive arbeiten könne, sondern verschiedene Welten berücksichtigen müsse. Daher habe er die erste Version verworfen, nur noch einige Stellen daraus seien im aktuellen Buch enthalten.
Im Roman wird der stets nur „Autor“ genannte Protagonist, den Zaimoglu im Interview „mein Alter Ego“ nennt, von Bekannten heftig kritisiert und beschimpft, weil er sich mit Hitler beschäftigt. Das sei ihm selbst so ähnlich passiert. Im Prinzip habe das auf seine türkischen Wurzeln angespielt: „Könnt ihr uns denn nicht unsere böse Vergangenheit lassen? Warum musst auch du dich jetzt noch damit beschäftigen? Du bist doch weder verwickelt, noch bist du Historiker. Also, was soll das?“
In diesem Milieu von vermeintlichen oder tatsächlichen Liberalen halte man die Thematik für überwunden, was sie tatsächlich nicht sei. Man wolle es nicht für möglich halten, dass die völkische Ideologie noch einmal eine Rolle spielen könnte, nicht zu reden vom nach wie vor virulenten Antisemitismus. Man bewege sich lieber in der eigenen Blase, beschäftige sich lieber mit Gender-Sprache und Fragen der Identität. Er dagegen „habe nie an dieses Märchen von der Unmöglichkeit der Wiederholung geglaubt.“

## Rezeption
Melanie Mühl (Frankfurter Allgemeine Zeitung) findet manche Szenen des im Stakkatostil verfassten Buches schwer erträglich, doch auch daraus ziehe das Geschriebene seine Kraft. Das Etikett „wichtiges Buch“ sei inzwischen leider zur Floskel geworden. Im Falle von Zaimoglus Roman Bewältigung aber würden die beiden Worte ins Schwarze treffen.
Alexander Solloch (NDR Kultur) bedauert zu keinem Zeitpunkt beim Lesen, dass aus dem Hitler-Roman nichts wurde. Aber es sei ein literarisches Glück, dass es diesen Roman über die Unmöglichkeit zu schreiben gibt; die schiere Verzweiflung, die in diesem Text steckt. Diese Verzweiflung mache Zaimoglu geradezu körperlich erlebbar: „Sie schüttelt alle Sinne, alle Nerven durch.“
Für Lukas Meyer-Blankenburg (SWR2) ist Bewältigung mit knapp 270 Seiten ein schlankes Buch, doch die Lektüre wiege schwer in der Hand. Der mehrdeutige Titel lasse einen zweifeln, wer zum Ende des Textes hier wen be- oder besser: überwältigt. Der Gegenwart faschistischen Denkens setzte Zaimoglu ein nachdenkliches Werk entgegen.
Fabian Wolff bei Deutschlandfunk Kultur befindet, dass Zaimoglus Versuch, zu begreifen, mit vielen offenen Fragen schließt. Das sei eine Schwäche, denn gerne hätten die sprachlichen und moralischen Zumutungen in einem Bild enden dürfen, das nicht einfach einmal mehr deutsche Sehnsucht nach Erlösung durch Gewalt beschwört, und sei es mit umgedrehten Vorzeichen. Aber es sei eine Schwäche, die aus einer Stärke Zaimoglus entsteht, die ihn, den deutschen Romantiker, trotz seines gelegentlichen Anschreiens gegen liberale Befindlichkeiten vor der „Tellkampisierung“ oder noch Schlimmerem bewahrt. Zaimoglu scheue sich nicht, „ich weiß es nicht“ zu sagen. Nur manchmal wird daraus in Bewältigung ein gereiztes „ich weiß es doch auch nicht“.
Niels Beintker (BR24) urteilt, Feridun Zaimoglus Roman sei ein Sprachkunstwerk, kein Leitartikel, kein Essay. Und doch habe er – neben einer immer wieder auch provozierenden sprachlichen Ebene – ein Thema, das sich nicht allein nach literarischen Kriterien beurteilen lässt. Die Konsequenz im Roman sei eine große Klage und ein gewaltiger Fluch. Zur Konsequenz jenseits des Textes gehöre die Frage: „Wie und mit welcher Unterstützung konnte ein Mensch an die Macht gelangen, der zu solchem Hass fähig war? Und der diesen Hass – zusammen mit so vielen Anhängern und Unterstützern – zur Grundlage einer Politik des Verbrechens machte.“